# Edmund Tyrell Artis
Edmund Tyrell Artis (* 1789 in Sweffling, Suffolk; † 24. Dezember 1847 in Doncaster) war ein britischer Pionier der Paläobotanik und Archäologie.

## Leben
Im Gegensatz zu den meisten anderen Pionieren der Archäologie und Paläontologie kam er aus ärmlichen Verhältnissen: er war der Sohn eines Schreiners. Mit 16 Jahren ging er nach London, um im Weinladen seines Onkels zu arbeiten. Danach eröffnete er einen Laden für Konfekt. Er war darin erfolgreich und erhielt Zugang zu höheren Kreisen. Der William Fitzwilliam lud ihn auf sein Herrenhaus Milton Hall in Castor bei Peterborough im heutigen Cambridgeshire (damals Northamptonshire) ein, wo er Haushofmeister wurde. Der Graf hatte auch Kohlebergwerke in Yorkshire in seinem Besitz, und dort sammelte Artis 1816 bis 1821 Pflanzenfossilien. 1825 veröffentlichte er darüber ein Buch mit Zeichnungen der Fossilien von ihm und John Curtis. Darin waren auch einige Erstbeschreibungen von Pflanzen des Karbon. Es ist unbekannt, wer die Veröffentlichung und die Herstellung der Lithographien finanzierte oder woher er die notwendige Literatur für seine Arbeit erhielt. Artis scheint aber in Verbindung mit William Buckland, einem bekannten Paläontologen seiner Zeit, gestanden zu haben. Er plante noch ein weiteres Buch über Pflanzenfossilien, verlor dann aber sein Interesse daran und verkaufte 1829 seine Sammlung.
1827 musste er den Haushalt des Grafen Fitzwilliam verlassen, anscheinend in Zusammenhang mit einem Skandal mit einem Mitglied des weiblichen Hauspersonals. Er eröffnete einen Renn-Club in Doncaster, der anfangs erfolgreich war und zu den Pferderennen St. Leger Stakes florierte. Artis war dort für seine Küche berühmt und dort weilte unter anderem der Herzog von Wellington. Mit dem Regierungsantritt von Königin Victoria ging das Interesse an Pferderennen zurück und er geriet in finanzielle Probleme, so dass er 1839 wieder nach Castor zog.
Er machte sich auch als Archäologe einen Namen, war ab 1825 Fellow der Society of Antiquaries of London und grub nahe Milton Hall in Cambridgeshire einen römischen Palast (Praetorium) aus, der im Umland des antiken Durobrivae lag. 1843 gehörte er zu den lokalen Gründern der British Archaeological Society. Auch nach seiner Übersiedlung nach Northamptonshire setzte er seine römischen Ausgrabungen in Verbindung mit dem Herzog von Bedford fort. Bei einer Kampagne im Winter erkältete er sich und starb daran an Heiligabend 1847.

## Schriften
- Antediluvian phytology, illustrated by a collection of the fossil remains of plants peculiar to the coal formations of Great Britain. London 1825.